# Bodiluddelingen 2010
Bodiluddelingen 2010 fandt sted den 21. marts 2010 i Imperial Biografen i København og markerede den 63. gang at Bodilprisen blev uddelt. Komiker Lasse Rimmer var uddelingens vært.
Lars von Triers film Antichrist var uddelingens store vinder, da den vandt prisen for bedste danske film, bedste mandlige hovedrolle (Willem Dafoe), bedste kvindelige hovedrolle (Charlotte Gainsbourg), bedste fotograf (Anthony Dod Mantle) og desuden gik Sær-Bodilen til Eidnes Andersen for lyddesign. Filmen Fri os fra det onde vandt prisen for bedste mandlige birolle (Jens Andersen) og bedste kvindelige birolle (Pernille Vallentin), imens filmen Headhunter, som til trods for at holde flest af uddelingens nomineringer med fem nomineringer i tre kategorier, gik tomhændet hjem. Dokumentarfilmen Blekingegade-banden af Anders Riis-Hansen vandt bedste dokumentarfilm. Carsten Myllerup, Linda Krogsøe Holmberg og Jens Mikkelsen modtog årets Æres-Bodil for deres initiativ til at lave den alternative filmskole Super16. Ved denne uddeling var der også stort gennembrud for animation, da priserne for bedste amerikanske og ikke-amerikanske film gik til hhv. Pixars Op og israelske Waltz With Bashir, hvor sidstnævnte brugte animationen til at dokumentere den israelske hærs rolle i den etniske udrensning i Libanon.

## Vindere og nominerede
| Bedste mandlige hovedrolle | Bedste kvindelige hovedrolle |
| --- | --- |
| - Willem Dafoe for Antichrist - Kristian Halken for Oldboys - Cyron Bjørn Melville for Vanvittig forelsket - Lars Mikkelsen for Headhunter                                                                                             | - Charlotte Gainsbourg for Antichrist - Lærke Winther Andersen for Velsignelsen - Malou Reymann for Se min kjole - Paprika Steen for Applaus - Stephanie León for Se min kjole                                                   |
| Bedste mandlige birolle | Bedste kvindelige birolle |
| - Jens Andersen for Fri os fra det onde - Henning Moritzen for Headhunter - Michael Falch for Applaus - Preben Harris for Headhunter - Søren Pilmark for Kærestesorger                                                                 | - Pernille Vallentin for Fri os fra det onde - Charlotte Fich for Vanvittig forelsket - Lea Maria Høyer Stensnæs for Over gaden under vandet - Sara Hjort Ditlevsen for Vanvittig forelsket - Solbjørg Højfeldt for Velsignelsen |
| Bedste danske film | Bedste amerikanske film |
| - Antichrist af Lars von Trier - Applaus af Martin Zandvliet - Headhunter af Rumle Hammerich - Kærestesorger af Nils Malmros - Oldboys af Nikolaj Steen                                                                                | - Op af Pete Docter - The Hurt Locker af Kathryn Bigelow - Milk af Gus Van Sant - Revolutionary Road af Sam Mendes - The Wrestler af Darren Aronofsky                                                                            |
| Bedste ikke-amerikanske film | Bedste dokumentarfilm |
| - Waltz With Bashir af Ari Folman (Israel) - Boy A af John Crowley (Storbritannien) - Il Divo af Paolo Sorrentino (Italien) - Jeg har elsket dig så længe af Philippe Claudel (Frankrig/Canada) - Klassen af Laurent Cantet (Frankrig) | - Blekingegade-banden af Anders Riis-Hansen |

## Øvrige priser

### Æres-Bodil
- Carsten Myllerup, Linda Krogsøe Holmberg og Jens Mikkelsen for at tage initiativ til den alternative filmskole Super16

### Sær-Bodil
- Kristian Eidnes Andersen for lyddesign i Antichrist

### Bedste fotograf
- Anthony Dod Mantle for Antichrist